# Walter Halbritter
Walter Halbritter, né le 17 novembre 1927 à Hoym et mort le 11 avril 2003, est un homme politique est-allemand (SED), qui a occupé un poste ministériel pendant de nombreuses années, à la tête de l’Office des prix de la RDA.

## Biographie
Walter Halbritter est le fils d’une famille de travailleurs agricoles. Il fréquente l’école primaire de 1934 à 1942 et est formé au poste d'administrateur de 1942 à 1944. Il entre dans la Wehrmacht en 1944 puis est incarcéré par les Britanniques de mai à décembre 1945.
À son retour, il travaille comme ouvrier agricole, adhère au SED en 1946 et à la FDJ en 1948. Il travaille jusqu’en 1951 au conseil d’arrondissement de Ballenstedt et, après avoir suivi les cours de l’Académie administrative allemande de Forst Zinna, de 1951 à 1954, devient chef de division au département du budget de l’État au ministère des Finances de la RDA. De 1952 à 1957, il étudie à distance à l’université Humboldt et à l’École d’économie de Berlin, où il obtient un diplôme un économie. À partir de 1954, il est membre du comité central du SED, et cela jusqu'en 1960. Puis, il devient chef adjoint de la division de planification, des finances et du développement technique.
De 1961 à 1963, il est vice-ministre des Finances, vice-président de la Commission du Plan de l’État et président du Comité du travail et des salaires. De décembre 1965 à novembre 1989, il est ministre et directeur de l’Office des prix au Conseil de ministres de la RDA.
D’avril 1967 à 1989, il est membre du CCG et, de 1967 à octobre 1973, il est candidat au bureau politique du comité central du SED. Il est également membre du bureau du Conseil des ministres de novembre 1967 à 1989 et député à la Chambre du peuple de 1967 à 1990.
De décembre 1989 à février 1990, il est secrétaire d’État, chargé par le Premier ministre Hans Modrow de la préparation des discussions à la Table ronde centrale et de liaison avec l'Office de sécurité nationale.
Il meurt en 2003 et est inhumé au cimetière de Seelow en 2003.

## Distinctions
- 1963 et 1969 : Bannière du Travail
- 1967 : insigne d’honneur de la Société d’amitié germano-soviétique en or
- 1970 : médaille soviétique de la mémoire de Lénine
- 1977 : Ordre du Mérite patriotique
- 1984 : Kampforden „Für Verdienste um Volk und Vaterland“
- 1987 : Médaille d’honneur pour l’Ordre du Mérite en or